# Kurfa Chele
Kurfa Chele est une bourgade et un  woreda de la région Oromia, en Éthiopie.
Le woreda compte 58 701 habitants en 2007 dont 3 192 à Kurfa Chele, son centre administratif.

## Situation
Situé entre 1 400 et 3 400 m d'altitude[réf. souhaitée] dans la zone Misraq Hararghe de la région Oromia, le woreda est bordé au sud par Girawa, à l'ouest par Bedeno, au nord-ouest par Kersa et au nord-est par Haro Maya.
Les terres arables — où l'on trouve notamment des cultures de khat et de légumes — représentent 23,3% du territoire tandis que 60,6% des terres sont considérées comme dégradées ou inutilisables, 1,4% sont des pâturages et 14,7% des forêts[réf. souhaitée].
Le woreda a la particularité d'avoir un meilleur taux d'accès à l'eau potable en zone rurale qu'en zone urbaine[réf. souhaitée].
Les agglomérations principales, Kurfa Chele et Dawo, se situent respectivement autour de 2 200 et 1 860 m d'altitude,,.

## Démographie
D'après le recensement national de 2007 réalisé par l'Agence centrale de statistique d'Éthiopie, le woreda compte 58 701 habitants et 9,8% de la population est urbaine.
La population urbaine comprend 3 192 habitants à Kurfa Chele, centre administratif du woreda, et 2 572 habitants à Dawo.
La plupart des habitants (96,4%) sont musulmans tandis que 3,3% sont orthodoxes.
Avec une superficie de 259,69 km2[réf. souhaitée], le woreda a une densité de population de 226 personnes par km2 ce qui est supérieur à la moyenne de la zone.